# Ссылка (программирование)
Ссылка в программировании — это объект, указывающий на определённые данные, но не хранящий их. Получение объекта по ссылке называется разыменованием.
Ссылка не является указателем, а просто является другим именем для объекта. Главное отличие ссылки от указателей в том, что ссылка ссылается всегда на валидные данные, указатель же может быть нулевым (нулевой указатель), невалидным или неинициализированным.
В языках программирования ссылка может быть реализована как переменная, содержащая адрес ячейки памяти. В некоторых языках высокого уровня также имеется возможность использовать ссылки на объекты при передаче объектов в подпрограмму и из подпрограммы.

## Примеры реализаций ссылок

### C++
Стандарт языка C++ определяет ссылку как псевдоним объекта на который она ссылается, исходя из этого определения ссылка не является объектом с которым можно выполнять операции, все операции применимые к ссылке в действительности выполняются над объектом на который она ссылается
В языке отсутствует возможность получить доступ к значению ссылки или изменить её, таким образом ссылка на протяжении своего существования ссылается на объект которым она инициализирована, а моментом создания ссылки является её инициализация
С технической точки зрения для реализации ссылки может использоваться указатель, когда объект инициализующий заранее не известен, например при использовании ссылки в качестве аргумента функции, где каждый новый вызов функции инициализирует новую ссылку новым объектом, в случае если объект инициализующий ссылку известен на этапе компиляции, компилятор подставляет в месте использования ссылки адрес объекта на который она ссылается, не создавая дополнительного кода
Несмотря на внешнее отличие ссылок и указателей, технологии лежащие в их основе схожие и основаны на получении доступа к значению объекта без необходимости его копирования, только использование ссылок вместо указателей позволяют делать это более просто и безопасно
```
#include
 
<iostream>

struct
 
Window
{

      
int
 
Width
;

      
int
 
Height
;

};

void
 
WindowWidth
(
Window
 
&
Link
){

      
/*&Link ссылка на структуру Window*/

      
std
::
cout
 
<<
 
Link
.
Width
 
<<
 
std
::
endl
;

}

int
 
main
(){

      
Window
 
App
{
800
,
 
400
};
 

/*объявление и инициализация объекта App*/

      
WindowWidth
(
App
);

/*инициализация ссылки &Link объектом App*/

}

```

### JavaиC#
В Java понятие указателя отсутствует, а в C# редко применяется, вместо него используется понятие ссылки. Разыменование ссылок и взятие адресов объектов для присваивания их ссылкам не требует специального оператора.

### PHP
Ссылки в PHP — это средство доступа к содержимому одной переменной под разными именами. Они не похожи на указатели C и не являются псевдонимами таблицы символов. В PHP имя переменной и её содержимое — это разные вещи, поэтому одно содержимое может иметь разные имена. Ближайшая аналогия — имена файлов Unix и файлы — имена переменных являются элементами каталогов, а содержимое переменных это сами файлы. Ссылки в PHP — аналог жёстких ссылок (hardlinks) в файловых системах Unix.
```
<?php

$a
 
=
 
'text'
;

$b
 
=&
 
$a
;

print
 
$b
;

$a
 
=
 
5
;

print
 
$b
;

```

```
 text
 5
```

### Erlang
Ссылка (англ. reference) в Erlang является типом данных для уникального идентификатора, служащего только для выполнения сравнений и сопоставлений с образцом:
```
send_kv
(
N
,
 
K
,
 
V
)
 
->

  
Reference
 
=
 
make_ref
(),
                           
% создание ссылки

  
{
server
,
 
N
}
 
!
 
{
put
,
 
self
(),
 
Reference
,
 
K
,
 
V
},
     
% отправить запрос, включающий ссылку

  
receive
 
{
reply
,
 
Reference
,
 
ok
}
 
->
 
ok
              
% реакция на запрос

  
after
 
5000
 
->
 
{
error
,
 
timeout
}
                    
% или таймаут

  
end
.

```